# Voskresenske
Voskresenske (în ucraineană Воскресенське) este o așezare de tip urban din raionul Jovtnevîi, regiunea Mîkolaiiv, Ucraina. În afara localității principale, nu cuprinde și alte sate.

## Demografie
Componența lingvistică a așezării de tip urban Voskresenske
     Rusă (62,11%)
     Ucraineană (37,33%)
     Alte limbi (0,31%)
Conform recensământului din 2001, majoritatea populației așezării de tip urban Voskresenske era vorbitoare de rusă (62,11%), existând în minoritate și vorbitori de ucraineană (37,33%).